# 社会服务

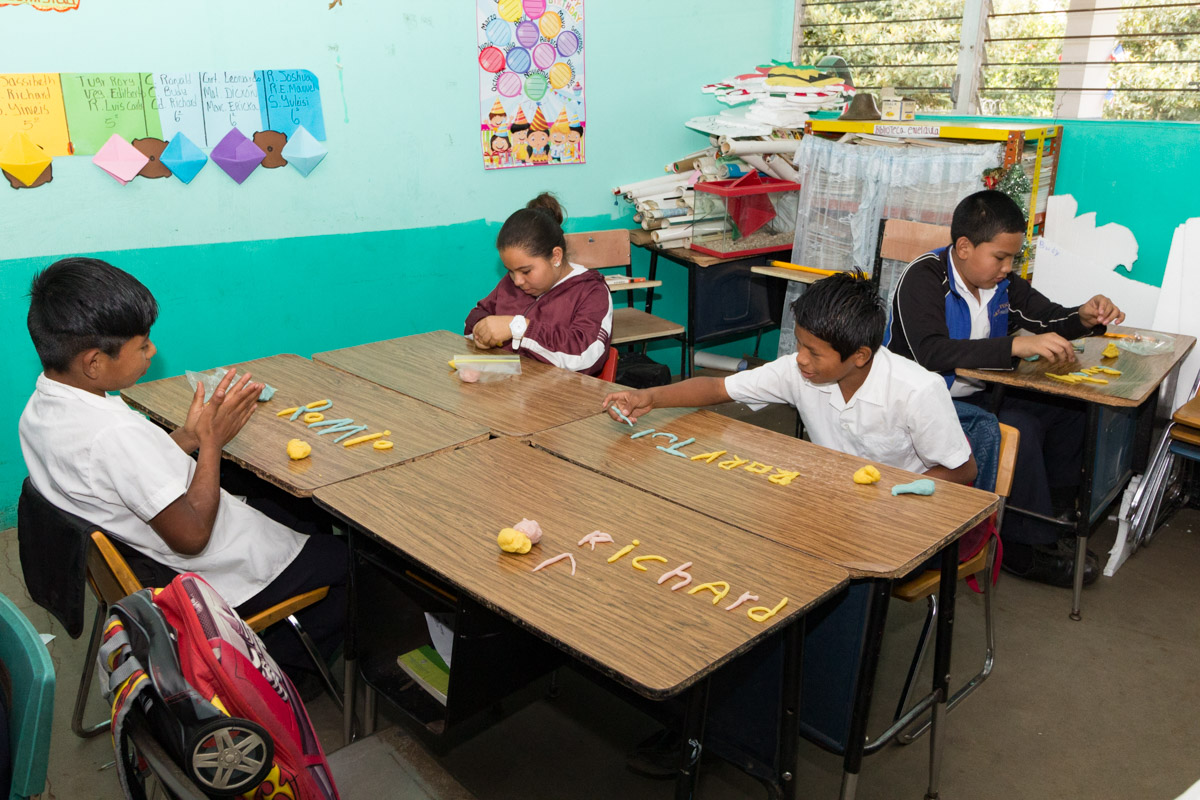
提供教育服务是社会服务的一个例子，更多内容请见公共教育。

社会服务是旨在为特定群体提供支持和援助（通常包括弱势群体）的一系列公共服务，可以由个体、私人或独立组织提供，或由政府机构管理。